# بن أويدا
بن أويدا (باليابانية: 上田敏؛ بالكانا: うえだ びん) هو مترجم وكاتب وشاعر ياباني، ولد في 30 أكتوبر 1874 في طوكيو في اليابان، وتوفي في 9 يوليو 1916 في طوكيو (اليابان) في اليابان.

## وصلات خارجية
- بن أويدا على موقع الموسوعة البريطانية (الإنجليزية)